# Erpersdorf
Erpersdorf ist eine Ortschaft und eine Katastralgemeinde der Marktgemeinde Zwentendorf an der Donau im Bezirk Tulln in Niederösterreich. Die Ortschaft hat 1521 Einwohner (Stand 1. Jänner 2024).

## Geografie
Der Ort östlich von Zwentendorf wird von der Landesstraße L112 erschlossen. In der Katastralgemeinde von Erpersdorf befindet sich auch das Kraftwerk Dürnrohr.

## Geschichte
Laut Adressbuch von Österreich waren im Jahr 1938 in Erpersdorf ein Gastwirt, ein Sägewerk, ein Zimmermeister und ein Landwirt mit Ab-Hof-Verkauf ansässig.